# Romanian Open 2007
Il Romanian Open 2007, noto anche con il nome di BCR Open Romania 2007 per ragioni di sponsorizzazione, è stato un torneo di tennis giocato sulla terra rossa. È stata la 15ª edizione del torneo, facente parte della categoria International Series nell'ambito dell'ATP Tour 2007. Si è giocato all'Arenele BNR di Bucarest in Romania,
dal 10 settembre al 16 settembre 2007.

## Campioni

### Singolare
Gilles Simon ha battuto in finale  Victor Hănescu con il punteggio di 4–6, 6–3, 6–2

### Doppio
Oliver Marach /  Michal Mertiňák hanno battuto in finale  Martín García /  Sebastián Prieto con il punteggio di 7–6(2), 7–6(8)